# Wappingers Falls
Wappingers Falls ist ein Village im Dutchess County im US-Bundesstaat New York. Im Jahr 2010 hatte der Ort 5521 Einwohner. Der Name ist vom Stamm der Wappinger abgeleitet, die vor den weißen Siedlern in dieser Gegend östlich des Hudson Rivers lebten.

## Geographie
Nach den Angaben des United States Census Bureaus hat das Village eine Fläche von 3,0 km², wovon 2,9 km² auf Land und knapp 0,2 km² (= 4,96 %) auf Gewässer entfallen.
Das Village wird durch den Wappinger Creek geteilt; das Gebiet südlich davon gehört zur Town of Wappinger, das restliche Drittel im Norden des Orts gehört zur Town of Poughkeepsie.
Das Postamt, welches sowohl die Village Wappingers Falls, als auch die Town of Wappinger bedient, befindet sich in Wappingers Falls, weswegen beide Ortschaften (einschließlich von Teilen der Orte Fishkill, East Fishkill, Poughkeepsie und Lagrange) den ZIP-Code WAPPINGERS FALLS, NY 12590 tragen. Dadurch entsteht häufig Verwirrung, insbesondere wenn Reisende oder Lastwagenfahrer eine Adresse in der Town of Wappinger suchen, deren ZIP Code auf das viel kleinere Village of Wappingers Falls weist.
U.S. Highway 9 verläuft durch den Ort, ebenso New York State Route 9D.

## Geschichte
Das Gebiet von Wappinger Falls war Teil des Rombout-Patent, welches 1685 von Francis Rombout erworben wurde und den südlichen Teil des Dutchess Countys umfasste. Das Gebiet der Town of Wappinger wurde 1659 gegründet, und 1781 wurde der südliche Teil des Dorfes um den Wappinger Creek eingegliedert.
Der örtliche Wasserfall war für die anfängliche industrielle Entwicklung von Bedeutung. Von der Vergangenheit der Ortschaft zeugen der Wappingers Falls Historic District und weitere historische Gebäude, die in das National Register of Historic Places eingetragen sind.

### Architektur
An der Ecke zwischen Church Street und West Main Street steht mit dem Bain Commercial Building (1984 in das National Register of Historic Places eingetragen) das letzte erhaltene Gebäude des Second Empire.

## Demographie
Zum Zeitpunkt des United States Census 2000 bewohnten Wappingers Falls 4929 Personen. Die Bevölkerungsdichte betrug 1669,4 Personen pro km². Es gab 2119 Wohneinheiten, durchschnittlich 717,7 pro km². Die Bevölkerung der Village bestand zu 82,02 % aus Weißen, 5,98 % Schwarzen oder African American, 0,26 % Native American, 3,04 % Asian, 5,64 % gaben an, anderen Rassen anzugehören und 3,04 % nannten zwei oder mehr Rassen. 15,05 % der Bevölkerung erklärten, Hispanos oder Latinos jeglicher Rasse zu sein.
Die Bewohner von Wappingers Falls verteilten sich auf 1980 Haushalte, von denen in 31,8 % Kinder unter 18 Jahren lebten. 40,5 % der Haushalte stellten Verheiratete, 14,8 % hatten einen weiblichen Haushaltsvorstand ohne Ehemann und 39,8 % bildeten keine Familien. 31,9 % der Haushalte bestanden aus Einzelpersonen und in 11,6 % aller Haushalte lebte jemand im Alter von 65 Jahren oder mehr alleine. Die durchschnittliche Haushaltsgröße betrug 2,45 und die durchschnittliche Familiengröße 3,11 Personen.
Die Villagebevölkerung verteilte sich auf 24,4 % Minderjährige, 10,0 % 18–24-Jährige, 33,2 % 25–44-Jährige, 19,3 % 45–64-Jährige und 13,1 % im Alter von 65 Jahren oder mehr. Das Durchschnittsalter betrug 34 Jahre. Auf jeweils 100 Frauen entfielen 92,2 Männer. Bei den über 18-Jährigen entfielen auf 100 Frauen 89,3 Männer.
Das mittlere Haushaltseinkommen in Wappingers Falls betrug 39.123 US-Dollar und das mittlere Familieneinkommen erreichte die Höhe von 50.000 US-Dollar. Das Durchschnittseinkommen der Männer betrug 38.147 US-Dollar, gegenüber 26.607 US-Dollar bei den Frauen. Das Pro-Kopf-Einkommen in Wappingers Falls war 20.491 US-Dollar. 12,3 % der Bevölkerung und 10,4 % der Familien hatten ein Einkommen unterhalb der Armutsgrenze, davon waren 15,1 % der Minderjährigen und 14,3 % der Altersgruppe 65 Jahre und mehr betroffen.

## Söhne des Ortes
- Frederick W. Rowe (1863–1946), Jurist und Politiker
- Jack Mulhall (1887–1979), Schauspieler
- Tyler Adams (* 1999), Fußballspieler